# Jean Théophile Victor Leclerc
Jean Théophile Victor Leclerc, znany też jako Jean-Theophilus Leclerc oraz jako Theophilus Leclerc d'Oze (ur. w grudniu 1771 w La Cotte, Loara, w pobliżu Montbrison – data i miejsce śmierci nieznane) – radykalny francuski rewolucjonista i publicysta. Po zabójstwie Jean-Paula Marata przejął jego obowiązki.

## Życiorys
Leclerc był synem inżyniera. W młodości wyjechał na Martynikę, skąd w roku 1791 wyrzucono go za szerzenie rewolucyjnej propagandy. Wrócił z kolonii do francuskiej metropolii i wstąpił do I-szego batalionu z Morbihan, w którym służył do lutego 1792, gdy udał się do Paryża w celu obrony siedemnastu grenadierów oskarżonych o działalność rewolucyjną na Martynice. Z powodzeniem wybronił oskarżonych na forum klubu jakobinów i Legislatywy. W kwietniu tego roku wygłosił wobec członków klubu jakobinów mowę, w której domagał się egzekucji króla Ludwika XVI oraz Marii Antoniny.
Leclerc powrócił do służby wojskowej w Armii Renu. Wysłano go za Ren, do południowo-zachodnich Niemiec z misją szpiegowską, która zakończyła się niepowodzeniem. Prawdopodobnie został zdradzony przez Dietricha, mera Strasburga. W listopadzie 1792 walczył w bitwie pod Jemappes. W lutym 1793 przeniesiono go do Lyonu, do sztabu generalnego świeżo zreorganizowanej Armii Alp. Tam wstąpił do Klubu Centrum. Przybył do Paryża w charakterze specjalnego wysłannika z Lyonu.
Leclerc przejawiał skrajnie radykalne poglądy. Został nawet wyrzucony z klubu jakobinów za przesadny radykalizm. Był jednym z założycieli klubu Wściekłych (Les Enragés), którzy sprzeciwiali się jakobińskiej "pobłażliwości". W roku 1793 poślubił Paulinę Léon, która wraz Klarą Lacombe założyła Towarzystwo Republikanek-Rewolucjonistek (Société des Républicaines Révolutionnaires) – radykalną i rewolucyjną organizację feministyczną, którą zdelegalizowano w następnym roku. W roku 1793 wspólnie z żoną zaczął wydawać gazetę Przyjaciel Ludu (L'Ami du peuple par Leclerc), której redakcja opowiadała się za radykalną czystką w armii, utworzeniem armii rewolucyjnej składającej się wyłącznie ze zwolenników rządów terroru oraz za straceniem wszystkich podejrzanych o skłonności antyrewolucyjne. Jego działalność publicystyczną przerwało aresztowanie w kwietniu 1794 roku. Po zwolnieniu z aresztu w sierpniu 1794 roku, Leclerc wraz z żoną wiedli skromne życie. Zmarł po roku 1804.